# Arthémonay
Arthémonay là một xã thuộc tỉnh Drôme trong vùng Auvergne-Rhône-Alpes đông nam nước Pháp. Xã Arthémonay nằm ở khu vực có độ cao trung bình 280 mét trên mực nước biển.